# 尼瓦基
21°08′06″S 55°49′48″W / 21.13500°S 55.83000°W

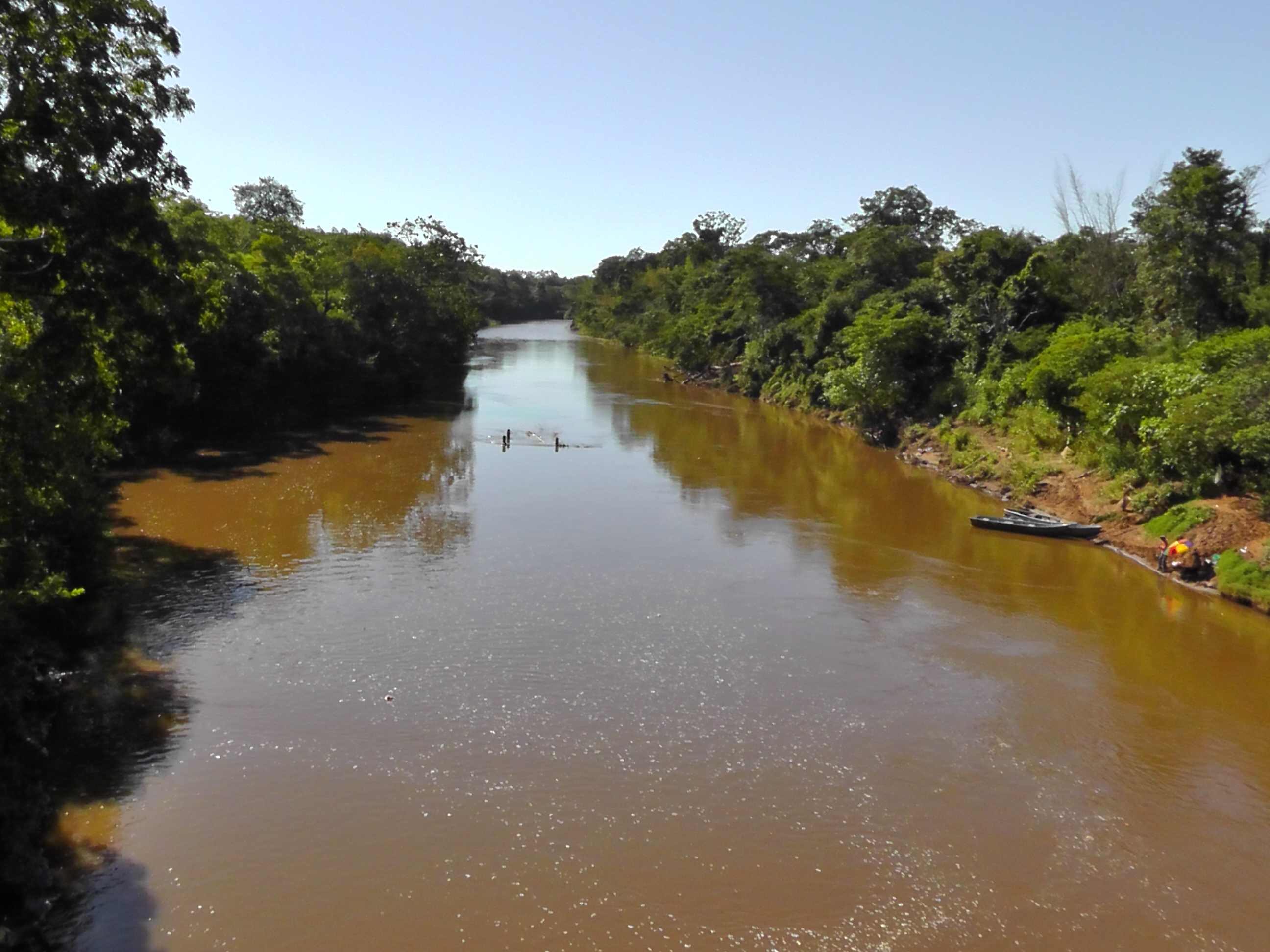
尼瓦基

尼瓦基（葡萄牙語：Nioaque），是巴西的城鎮，位於該國西部，由南馬托格羅索州負責管轄，始建於1848年5月22日，面積3,924平方公里，海拔高度200米，2014年人口14,305，人口密度每平方公里3.65人。